# Pinnixa weymouthi
Pinnixa weymouthi är en kräftdjursart som beskrevs av M. J. Rathbun 1918. Pinnixa weymouthi ingår i släktet Pinnixa och familjen Pinnotheridae. Inga underarter finns listade i Catalogue of Life.